# Mary Garrett
Pour les articles homonymes, voir Garrett.
Mary Elizabeth Garrett (5 mars 1854 - 3 avril 1915) est une suffragiste et philanthrope américaine. Elle subventionne la faculté de médecine de l'université Johns-Hopkins en 1893 à la condition que l'école accepte les étudiantes, finance la fondation de la Bryn Mawr School, une école privée préparatoire à l'entrée au collège Bryn Mawr de Baltimore, et elle s'assure que Martha Carey Thomas soit la présidente du collège Bryn Mawr en conditionnant l'octroi du rente annuelle au collège à cette élection. Enfin, elle milite en faveur du droit de vote des femmes aux États-Unis.

## Biographie
Mary Elizabeth Garrett naît à Baltimore, dans le Maryland, en 1854. Elle est la fille de John W. Garrett (en) et Rachel Ann Harrison,. Son père est président du Baltimore and Ohio Railroad et philanthrope.
Mary est d'abord scolarisée dans une école privée, puis elle s'auto-instruit à domicile, apprenant plusieurs langues vivantes et le grec. Avec plusieurs amies, elle participe en 1877 à la fondation du groupe dit du Friday Evening, auquel participent également M. Carey Thomas, Mamie Gwinn, Elizabeth King et Julia Rogers. Ce groupe se réunit tous les quinze jours, pour des discussions ou pour planifier des activités politiques et philanthropiques.
Mary Garrett passe en 1879 les examens d'entrée à Harvard, mais pas ceux de Radcliffe College, alors connu comme l'annexe féminine de Harvard. Elle sert de secrétaire à son père durant leurs voyages en Europe. Lorsque son père meurt en 1884, elle hérite d'un tiers de ses biens, qui lui permettent de financer les projets auxquels elle est attachée. Elle est le principal soutien financier de la nouvelle école pour filles fondée en 1885 par le Friday Evening group, la Bryn Mawr School (en) à Baltimore, nommée d'après le collège féminin, Bryn Mawr de Pennsylvanie,. Cette école prépare les jeunes filles aux études supérieures. Des conflits naissent entre les membres du groupe, en 1886, pour des raisons financières ou encore à propos de l'admission d'élèves juives, Mary Garrett et Julia Rogers souhaitant un accueil indifférencié, tandis que Carey Thomas et Mamie Gwinn se prononcent en faveurs de quotas.
Un autre projet concerne la faculté de médecine de l'université Johns-Hopkins. À l'âge de 22 ans, Mary Garrett avait demandé une dispense pour s'inscrire en médecine. Confrontée à un refus, elle fonde en 1889, avec d'autres femmes, le Women's Medical School Fund Committee qui conditionne un soutien financier à l'université à l'admission d'étudiantes, aux mêmes conditions que les hommes et des exigences sur le niveau d'études proposé,. Garrett est la secrétaire du comité et la principale donatrice. La commission scolaire accepte cette condition et ouvre les études de médecine aux femmes, la faculté devenant en 1893 la première faculté américaine de médecine mixte.
Mary Garret se rapproche de M. Carey Thomas durant les années 1890. Elle conditionne en 1893 le versement d'une rente de 10 000 $ par an — soit 10 % du budget annuel — au collège Bryn Mwar à l'élection de Carey Thomas au poste de présidente. Elle restaure le « Deanery », domicile du président de l'école et fait appel à Frederick Law Olmsted, le concepteur du Central Park à New York et du campus de l'université Stanford, pour l'aménagement du campus. Elle s'installe en 1904 avec Carey Thomas, à Bryn Mawr et elle est nommée directrice du collège en 1906.
Un quatrième engagement de Mary Garrett concerne le droit de vote des femmes. Elle accueille la convention de la National American Woman Suffrage Association dans sa maison de Mount Vernon en 1906,. Elle finance également la College Equal Suffrage League de 1908 à 1914. Ce n'est que cinq ans après sa mort que les Américaines obtiennent le droit de vote.
Mary Garrett conserve toute sa vie une santé fragile, après plusieurs incidents. Sa santé se détériore et, en 1912, une leucémie est diagnostiquée. Elle meurt au Bryn Mawr College le 3 avril 1915, à l'âge de 61 ans. Elle est inhumée au cimetière Green Mount de Baltimore, à côté de son père. Elle lègue la plupart de ses biens, y compris le manoir de Mount Vernon, à M. Carey Thomas.

## Galerie

Mary Garrett
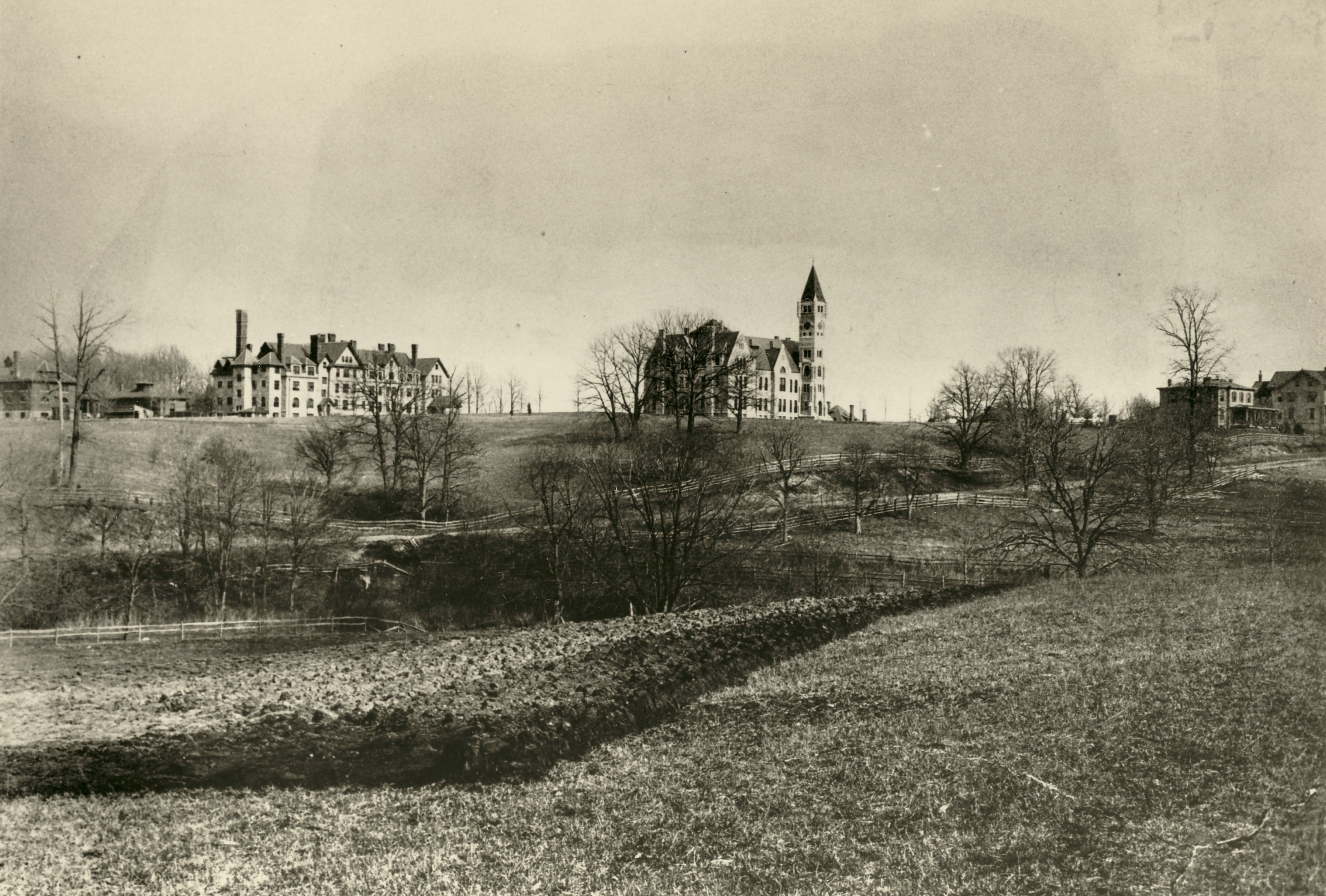
Le collège Bryn Mawr en 1886.
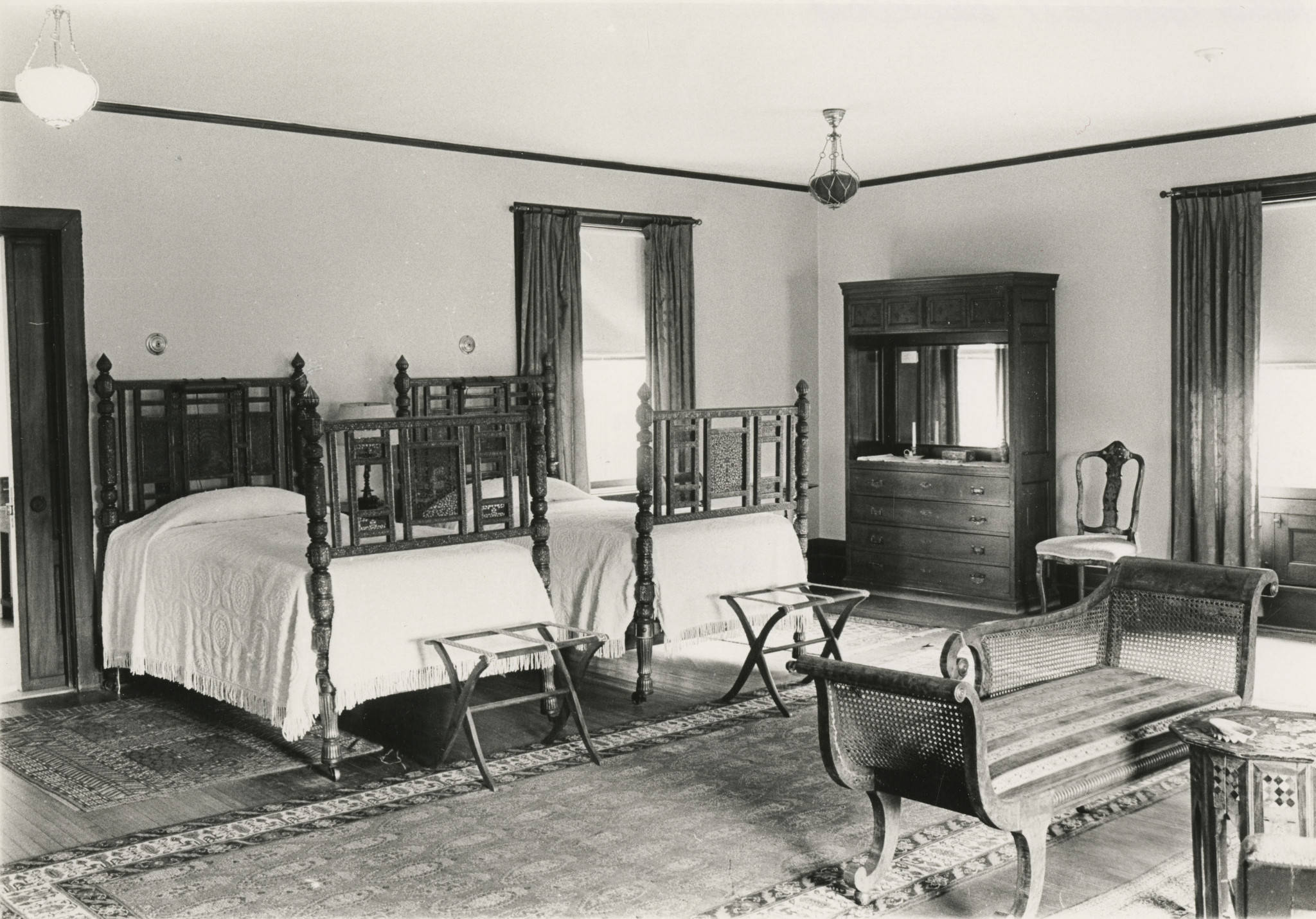
La chambre de Mary Garrett au Bryn Mawr College.
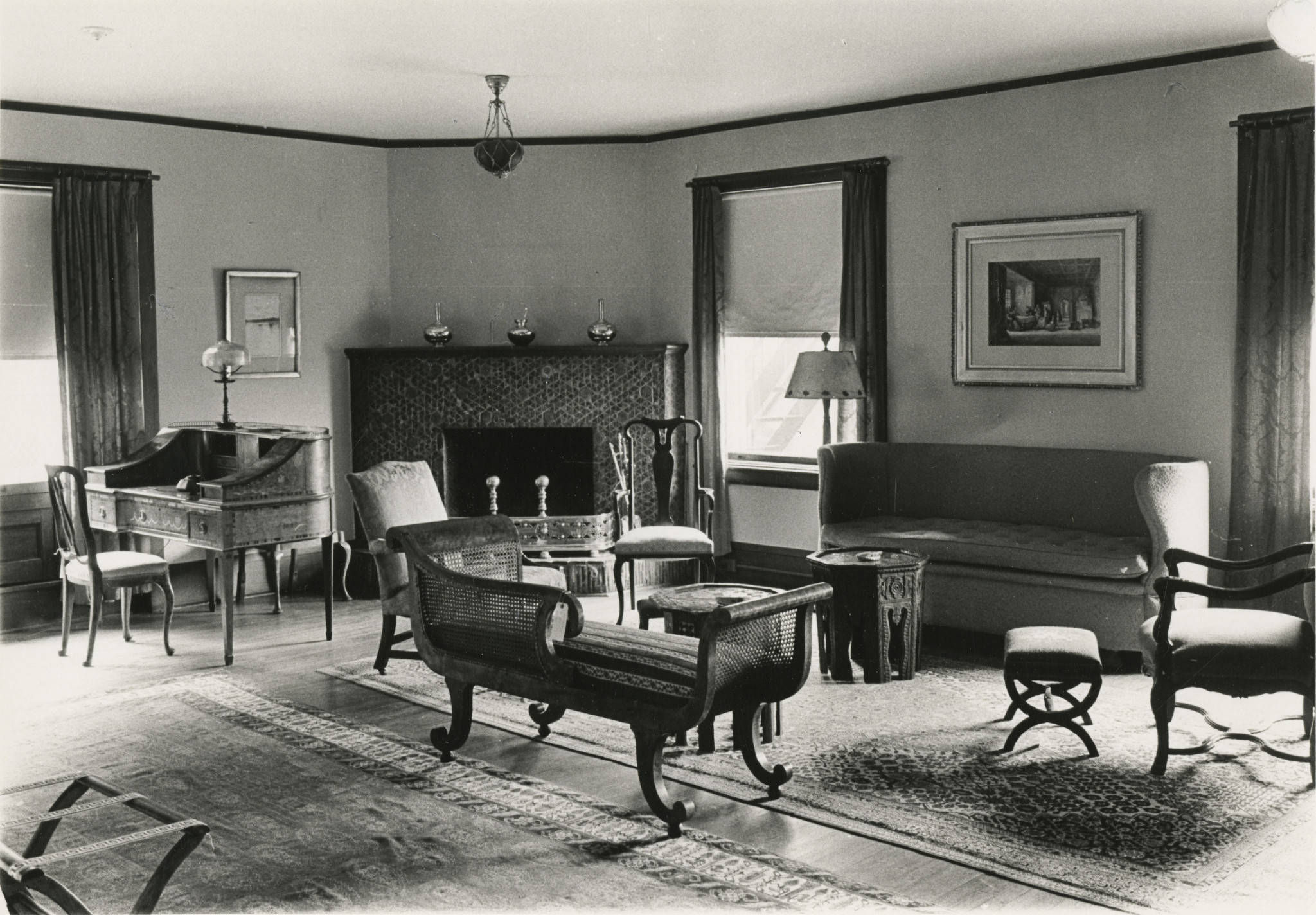
La chambre de Miss Garrett au Bryn Mawr College.
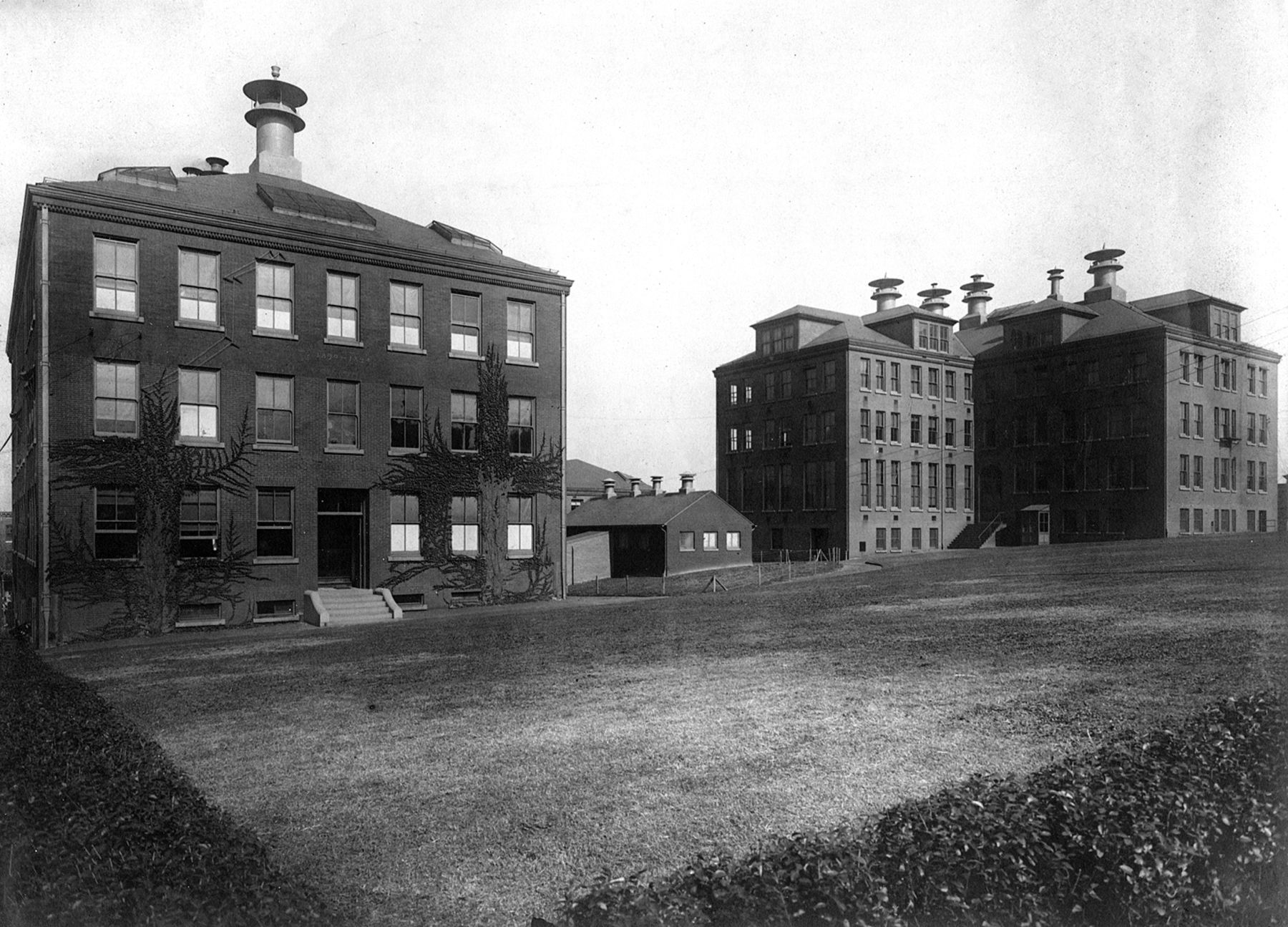
Le Women's Fund Memorial Building de la Johns Hopkins Medical School (à gauche) en 1912.